# Seaford (East Sussex)
Seaford is een civil parish in het bestuurlijke gebied Lewes, in het Engelse graafschap East Sussex met 23.571 inwoners.